# Uomo senza nome
L'uomo senza nome è un personaggio dei film western all'italiana diretti dal regista italiano Sergio Leone, interpretato da Clint Eastwood. Nel 2008, la rivista Empire lo ha classificato al 33º posto nella lista dei più grandi personaggi cinematografici di tutti i tempi.

## Nell'epica di Sergio Leone
Particolarmente nei tre film western più noti del regista, la cosiddetta trilogia del dollaro (Per un pugno di dollari, Per qualche dollaro in più, Il buono, il brutto, il cattivo), il protagonista è sempre lo stesso uomo, con gli stessi atteggiamenti e vestito sempre dello stesso poncho e dello stesso cappello. Il buono, il brutto, il cattivo è in realtà considerato un prequel rispetto agli altri due precedenti film, in quanto il personaggio di Eastwood acquisisce in questo film gli abiti usati nei precedenti due, anche se vi sono vari aspetti che ne mettono in discussione l'essere una prefazione agli altri due.
Solitamente viene dipinto come un "gringo", spesso un mercenario, un giustiziere o un cacciatore di taglie. Caratteristicamente ha una passione per i cigarilli e un temperamento laconico (è bravo con le parole, spesso utili per i suoi fini, ma parla solo se strettamente necessario). È un antieroe cinico, disincantato, taciturno, burbero, distaccato, coraggioso, indipendente e abilissimo nell'uso della pistola. Spesso gioca sporco, agisce con furbizia, e non ci pensa due volte a sparare per primo, se questo soddisfa il suo forte e non ortodosso senso della giustizia. Ha un atteggiamento ambivalente nei confronti delle autorità come gli sceriffi e l'esercito; li serve quando gli fa comodo, ma fa il doppio gioco quando gli è più comodo. Ha una morale ambigua: non gli dispiace a uccidere per denaro o vendetta e prova compassione solo per chi si trova in estremo bisogno, indicando che non è un assassino senza cuore.
Occasionalmente il personaggio ha un nome: ne Il buono, il brutto, il cattivo viene chiamato Joe nella sceneggiatura, anche se nel film non viene mai chiamato con quel nome, gli altri personaggi lo chiamano semplicemente "Il Biondo". Nel primo dei tre film viene chiamato per quattro volte Joe dallo stesso personaggio, che sembrerebbe avergli dato quel nomignolo giusto per potersi riferire a lui. Nel secondo film viene soprannominato "Il Monco".
L'uomo senza nome, così come è stato interpretato da Clint Eastwood, incarna l'archetipo del cowboy tipicamente differente dal cowboy originale, rappresentato per esempio da John Wayne, Alan Ladd e Randolph Scott.

## L'uomo senza nome come stereotipo
Altre pellicole che includono il personaggio dell'uomo senza nome sono il successivo film di Sergio Leone C'era una volta il West, con Charles Bronson in un ruolo molto simile a quello precedentemente interpretato da Clint Eastwood, e i film di Eastwood, Lo straniero senza nome (High Plains Drifter) e Il cavaliere pallido (Pale Rider). Un altro film che potrebbe essere, quantomeno, un proseguimento del personaggio interpretato da Eastwood e creato dal regista romano è Joe Kidd di John Sturges, nel quale il protagonista, chiamato Joe, potrebbe assomigliare in molte espressioni e atteggiamenti a quello della trilogia del dollaro.

## Personaggi ispirati al personaggio di Eastwood
- L'ispirazione più famosa dal personaggio dell'uomo senza nome è probabilmente Boba Fett, cacciatore di taglie della celebre saga fantascientifica Guerre stellari, apparso per la prima volta nel famigerato The Star Wars Holiday Special (1978) e poi portato a un ruolo più importante in L'Impero colpisce ancora (1980). L'autore George Lucas ha dichiarato più volte di avere basato il personaggio sull'interpretazione di Clint Eastwood in Per qualche dollaro in più.
- Sempre nel franchise di Guerre Stellari, un altro personaggio ispirato all'uomo senza nome è Il Mandaloriano, protagonista dell'omonima serie di Disney+. Pedro Pascal, l'attore che lo interpreta, lo ha descritto come un Clint Eastwood.[5][6] Per aiutare Pascal a prepararsi per il suo ruolo lo showrunner e creatore Jon Favreau gli ha raccomandato di guardare i film samurai di Akira Kurosawa e gli spaghetti western di Clint Eastwood. Pascal in seguito disse: "Ogni volta che avevo una domanda o un dubbio fisico su un movimento, mi chiedevo sempre: "Cosa farebbe Clint? Come avrebbe fatto per scrollarsi di dosso questo? Come avrebbe fatto ad andarsene? Mi ha fatto superare tutto questo".[7]
- Ispirazione abbastanza chiara a questo personaggio è Max Rockatansky della quadrilogia di Mad Max, in particolare nel terzo capitolo dove Max viene presentato, quando combatte nel "Thunderdome", come "l'uomo che non ha un nome".
- Il personaggio è stato l'ispirazione anche per Roland di Gilead, il protagonista della serie La torre nera di Stephen King.
- Nei fumetti, il pistolero Larry Yuma, creato nel 1970 da Carlo Boscarato e Claudio Nizzi, riprende molti tratti dell'uomo senza nome (l'amore per la solitudine e la libertà, il passato misterioso, i silenzi e le battute sarcastiche, perfino aspetti esteriori come il sigaro e il poncho), pur essendo un eroe idealista, senza il cinismo e il gusto per la violenza del personaggio di Leone.
- Nel videogioco Overwatch è presente McCree, esso è un personaggio ispirato proprio all'uomo senza nome di Clint Eastwood.
- Nel videogioco Final Fantasy VI, un personaggio ispirato all'uomo senza nome è Shadow, interpretando un mercenario che offre i suoi preziosi servigi al miglior offerente. Il tema musicale del personaggio è chiaramente ispirato alle colonne sonore di Ennio Morricone nella trilogia del dollaro.
- Nel gioco di carte Bang!, in particolare nella sua espansione Wild West Show, è presente il personaggio Flint Westwood, che con le sue fattezze riprende l'uomo senza nome, omaggio sia all'attore che al personaggio.
- Nella serie animata Le nuove avventure di Winnie the Pooh, nell'episodio Il buono, il brutto e il Tigro (evidente omaggio a Il buono, il brutto e il cattivo) Tigro interpreta il Tigro senza nome, accompagnato da Winnie the Pooh nei panni del Pooh con un nome.
- Una citazione piuttosto esplicita è presente nella serie animata "My Little Pony L'amicizia è magica", episodio 12 della stagione 4 ("Festeggiamenti... fuori controllo!"), dove, prima di raggiungere Pinkie Pie a Ponyville, e successivamente quando si rimette in viaggio, Cheese Sandwich indossa un cappello e un poncho simili a quelli indossati da Clint Eastwood nel film.
- Nel film Ritorno al futuro - Parte III, Marty McFly si presenta con lo pseudonimo di Clint Eastwood citandolo direttamente anche per il suo modo inconfondibile di vestire, inoltre utilizza come Joe nel primo film, una protezione ricavata dal metallo per proteggersi durante il duello finale.
- Nel videogioco DEATH RALLY della Remedy tra i piloti è presente un personaggio chiamato Clint West, e il suo ritratto appare ispirato a Clint Eastwood.
- Il personaggio Rango dell'omonimo film di animazione del 2011 è un chiaro riferimento all'uomo senza nome interpretato da Clint Eastwood. Lo Spirito del West inoltre è inoltre un omaggio sia del personaggio che dell'attore, raffigurato come un Clint Eastwood anziano, pieno di premi cinematografici che fa golf nel deserto vestito come il cowboy.